# WAP (Lied)
WAP (Wet-Ass Pussy) ist ein Lied der US-amerikanischen Rapperinnen Cardi B und Megan Thee Stallion. Die Single erschien am 7. August 2020 als Vorbote zu Cardi Bs zweitem Studioalbum. Der Titel war ein kritischer und kommerzieller Erfolg und belegte unter anderem in den amerikanischen und britischen Singlecharts sowie in mehreren Jahresbestenlisten Platz eins. Während die Musikkritik WAP für seine Sex-positive Botschaft lobte, empörten sich viele Konservative in den USA über den expliziten Text und die offen zur Schau gestellte weibliche Sexualität.

## Inhalt
Bei WAP handelt es sich um eine Hip-Hop- und Trap-Nummer mit kräftigem Bass. Die Hookline basiert auf einem Sample der Single (There’s Some) Whores in This House von DJ und Radiopersönlichkeit Frank Ski aus dem Jahr 1992, die dem Breakbeat-House-Fusiongenre Baltimore Club zuzuordnen ist. Die Stimme gehört Skis Kollaborateur Al „T“ McLaran. Das Single-Cover zeigt die beiden Rapperinnen mit voneinander abgewandten Gesichtern, herausgetreckten Zungen und kunstvollen Hochsteckfrisuren vor einem pinken Hintergrund.
Das Lied besteht aus einem Intro und einem Outro, einem Refrain von Cardi B sowie vier Strophen, die abwechselnd von Cardi B und Megan Thee Stallion bestritten werden. Darin beschreiben die beiden Rapperinnen detailliert sexuellen Fantasien und Vorlieben und bedienen sich dabei allerlei Metaphern und Mehrdeutigkeiten, etwa wenn Cardi rappt „I spit on his mic and now he tryna sign me, woo“. Während sich Megans Flow durch ein „sinnliches Fauchen“ auszeichnet, setzt Cardi auf eine kehlige Interpretation und das für sie typische „bellende“ Staccato. Der im Refrain mehrfach wiederholte, titelgebende Ausdruck wet-ass pussy (übersetzt etwa „verdammt feuchte Muschi“) ist in der zensierten Version, die das Video begleitet, durch die Worte wet and gushy („feucht und überschwänglich“) ersetzt.
| Yeah, you fuckin’ with some wet-ass pussy Bring a bucket and a mop for this wet-ass pussy Give me everything you got for this wet-ass pussy Now from the top, make it drop, that’s some wet-ass pussy – Auszug aus dem Refrain (Cardi B) |

## Musikvideo
Das am 7. August via YouTube veröffentlichte Musikvideo zu WAP entstand im Juli 2020 unter der Regie von Colin Tilley in West Hollywood, Kalifornien. Laut Cardi B wurden allein in Coronatests für den Filmstab 100.000 Dollar investiert.
Binnen 24 Stunden nach Veröffentlichung konnte das Video 26 Millionen Klicks generieren und stellte damit einen neuen YouTube-Rekord für eine rein weibliche Kollaboration auf. Mit Stand April 2021 wurde es auf der Videoplattform mehr als 386 Millionen Mal aufgerufen.
Schauplatz des Musikvideos ist eine koloniale Villa, die von einem prachtvollen Garten umgeben ist. Die Kamera folgt einem gepflasterten Weg durch ein Metalltor mit den Lettern WAP zu einem Springbrunnen mit den beiden Protagonistinnen nachempfundenen Statuen und über eine Treppe hinauf in das Haus. Die Gänge sind schrill und verwinkelt und tragen an den Wänden goldene Aktplastiken, unter mancher Tür fließt Wasser durch. Cardi B und Megan Thee Stallion treten in Designerkleidern mit Abendhandschuhen und künstlichen Fingernägeln sowie Hochsteckfrisuren in Erscheinung. Im weiteren Verlauf bewegen sie sich rhythmisch in verschiedenen Räumen des Hauses, umringt von Schlangen, Jaguaren und weißen Tigern, unter anderem in farbenfrohen Bodys von Thierry Mugler. Bei der Choreografie in einem knöchelhohen Pool werden die beiden von einer Gruppe von Tänzerinnen unterstützt. Nach Kylie Jenner haben die Musikerinnen Mulatto, Normani, Rosalía, Rubi Rose und Sukihana Cameos gegen Ende des Videos.

## Rezeption

### Musikkritik
WAP erhielt hervorragende Rezensionen von Kritikern, die Cardi B und Megan Thee Stallion vor allem für ihren Sex-positiven Feminismus lobten. Jon Caramancia von der New York Times nannte das Lied „an event record that transcends the event itself“ und die Darbietung „exuberant, sharp and extremely, extremely vividly detailed“ (überschäumend, beißend und sehr, sehr anschaulich detailliert). Mikael Wood von der Los Angeles Times zeigte sich von den sexuellen Anspielungen im Text begeistert und bezeichnete die erste Kollaboration der beiden Rapperinnen als „savage, nasty, sex-positive triumph“ (wilden, ungezogenen, Sex-positiven Triumph). Dream McClinton fasste WAP für den Guardian als „verspäteten Song des Sommers“ zusammen, der es schaffe „Frauen zu stärken und Prüde zu erzürnen“. Lakin Starling schrieb für Pitchfork, indem der Text nicht angelegt sei, um Männer zu beeindrucken, gelänge es den beiden mit ihrer „Expertise glaubhaft“ zu bleiben: „They center themselves as women in order to freely celebrate their coveted power, sex appeal and A1 WAP“ (Sie rücken sich selbst als Frauen ins Zentrum, um ihre begehrte Macht, ihren Sexappeal und erstklassige WAP frei zu zelebrieren). Mehrere Medienanstalten und Fachzeitschriften, darunter BBC, NPR, NME, Pitchfork und Rolling Stone, listeten WAP als besten Song des Jahres.
Auch das Video erhielt größtenteils positive Rezensionen, kritisiert wurde es jedoch von Tierschützern für die Zurschaustellung von Großkatzen. Die durch die Dokumentarserie Tiger King bekannte Carole Baskin meinte, das Video würde die Idee von Raubtieren als „Haustiere reicher Leute glorifizieren“ und zur Nachahmung inspirieren. Die Tierrechtsorganisation PETA urteilte in einem Statement ähnlich und bediente sich dazu des Homonyms pussy: „If Cardi B and Megan Thee Stallion really care about pussy liberation, they wouldn’t use suffering big cats as props.“ (Würden Cardi B und Megan Thee Stallion sich wirklich für die Befreiung der Pussy einsetzen, würden sie nicht leidende Großkatzen als Requisiten benutzen.)

### Kontroverse Debatte

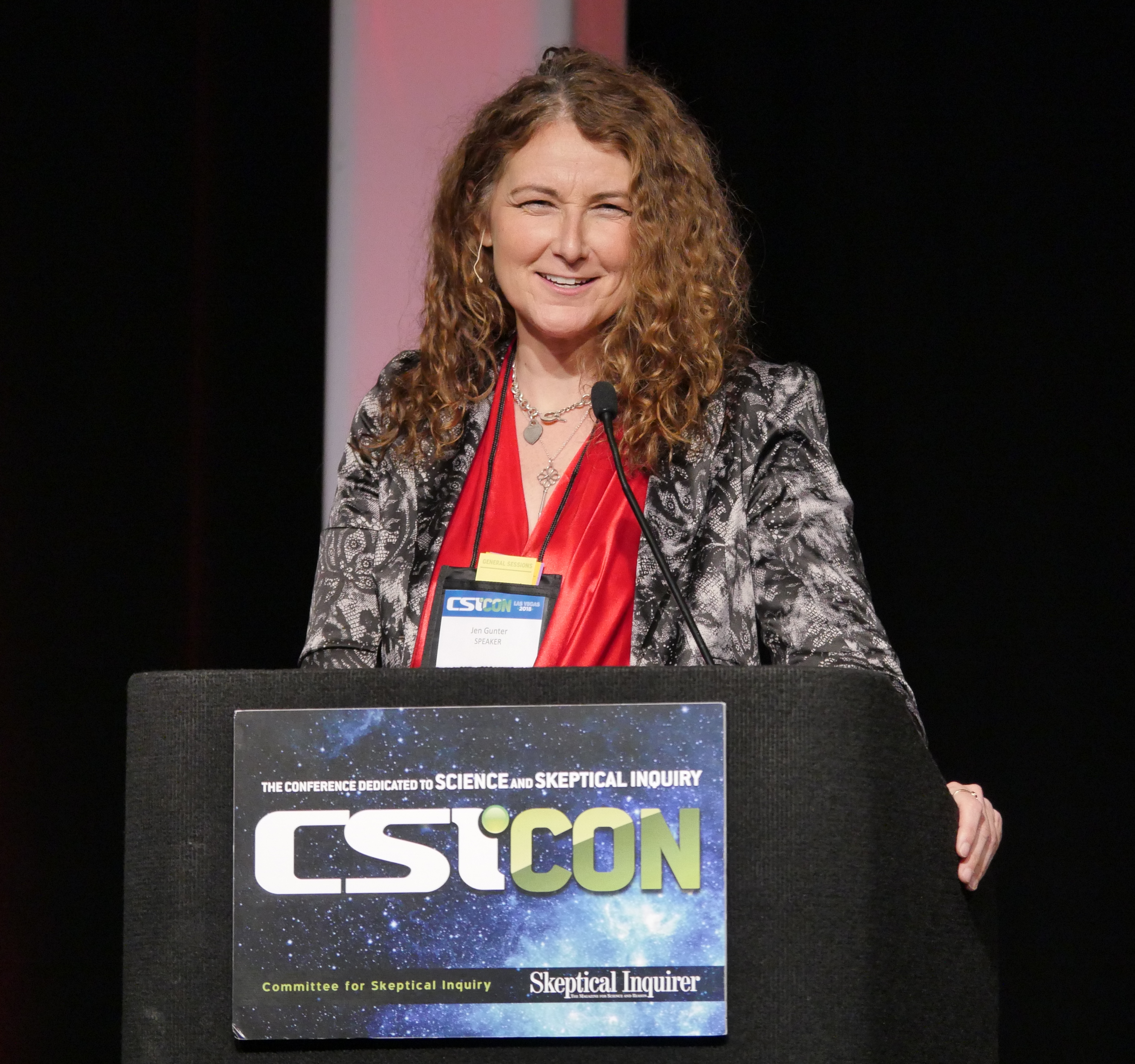
Gynäkologin Jen Gunter

Durch den kritischen und vor allem kommerziellen Erfolg beflügelt, regte WAP den feministischen Diskurs in den USA an. Die meisten Kommentatoren hoben den Umstand positiv hervor, dass es erstmals zwei Frauen gelungen war, mit einem Liedtext über ihre Geschlechtsteile im Mainstream erfolgreich zu sein, während dies für männliche Rapper längst zum Alltag gehöre. Jens Balzer schloss sich für Die Zeit dieser Argumentation an und sah in WAP gar eine „vollendete Emanzipation“:

„Die Rapperinnen eignen sich den Sexismus der Männer nicht an und kehren ihn auch nicht einfach um; vielmehr ersetzen sie ihn durch weibliche Autonomie. Wir sehen hier mithin nichts anderes als eine vollendete Emanzipation. Dass das Sexuelle politisch ist: Das haben schon frühere Generationen engagierter Popkünstler und -künstlerinnen erkannt. Doch wurde diese Erkenntnis noch nie so virtuos umgesetzt wie von Cardi B, mit solcher Klugheit und Wucht, solchem Glamour und so perfektem Gespür für den rechten Moment.“

Der britische Komiker Russell Brand kritisierte Cardi B und Megan Thee Stallion hingegen in einem YouTube-Video mit dem Titel „Feminist Masterpiece Or P*rn?“ für ihren Zugang zum Feminismus. Seine Behauptung, die beiden würden sich männliche Tropen aneignen, sowie ein Vergleich mit Margaret Thatcher brachten ihm den Vorwurf des Mansplainings ein. In den USA empörten sich einige prominente Konservative über WAP. Der republikanische Kongressbewerber aus Kalifornien James P. Bradley, der angab, den Titel „versehentlich“ gehört zu haben, meinte, er sei das Ergebnis einer Erziehung „ohne Gott und starke Vaterfigur“. Das Hören führe dazu, dass er sich „die Ohren mit Weihwasser auswaschen“ wolle. Der rechte Meinungsmacher Ben Shapiro filmte sich beim Vorlesen des Textes und „diagnostizierte“ den beiden Rapperinnen mit der Überzeugung, eine gesunde Vagina müsse trocken sein, einen Hefepilz oder eine Trichomoniasis. Wortmeldungen wie diese veranlassten Gynäkologinnen zur Richtigstellung: Jen Gunter beklagte in der New York Times den durch ein falsches Öffentlichkeitsbild und männliche Erwartungshaltung geprägten Mythos, bei vaginaler Lubrikation handle es sich um ein medizinisches Problem. Sie betonte, dass diese bei gesunden Frauen vollkommen normal sei und das sexuelle Empfinden steigern könne. Vor diesem Hintergrund lobte sie die beiden Rapperinnen:

“So as I watched Cardi B and Megan Thee Stallion praise a wet and gushy vagina in a stunning display of confidence — and not just sexual confidence — I was thrilled. Not just to see the glory of “WAP” celebrated as it should be, but because now I have an actual cultural reference, a public celebration, to use while talking with women.”

Nach einer Performance des Songs im Rahmen der Verleihung der Grammy Awards 2021 gingen bei der Federal Communications Commission über 1000 Beschwerden ein.

## Kommerzieller Erfolg

### Chartplatzierungen
| ChartsChartplatzierungen       | Höchstplatzierung | Wochen |
| ------------------------------ | ----------------- | ------ |
| Deutschland (GfK)              | 12 (16 Wo.)       | 16     |
| Österreich (Ö3)                | 8 (17 Wo.)        | 17     |
| Schweiz (IFPI)                 | 5 (19 Wo.)        | 19     |
| Vereinigte Staaten (Billboard) | 1 (30 Wo.)        | 30     |
| Vereinigtes Königreich (OCC)   | 1 (29 Wo.)        | 29     |

| ChartsJahrescharts (2020)      | Platzierung |
| ------------------------------ | ----------- |
| Deutschland (GfK)              | 96          |
| Österreich (Ö3)                | 57          |
| Schweiz (IFPI)                 | 60          |
| Vereinigte Staaten (Billboard) | 24          |
| Vereinigtes Königreich (OCC)   | 23          |

### Auszeichnungen für Musikverkäufe
| Land/Region                  | Auszeichnungen für Musikverkäufe (Land/Region, Auszeichnung, Verkäufe) | Verkäufe   |
| ---------------------------- | ---------------------------------------------------------------------- | ---------- |
| Australien (ARIA)            | 10× Platin                                                             | 700.000    |
| Belgien (BRMA)               | Gold                                                                   | 20.000     |
| Brasilien (PMB)              | 2× Diamant                                                             | 320.000    |
| Dänemark (IFPI)              | Platin                                                                 | 90.000     |
| Deutschland (BVMI)           | Gold                                                                   | 200.000    |
| Finnland (IFPI)              | Platin                                                                 | 40.000     |
| Frankreich (SNEP)            | Platin                                                                 | 200.000    |
| Italien (FIMI)               | Platin                                                                 | 70.000     |
| Kanada (MC)                  | 8× Platin                                                              | 640.000    |
| Kolumbien (ASINCOL)          | Gold                                                                   | 5.000      |
| Neuseeland (RMNZ)            | 4× Platin                                                              | 120.000    |
| Norwegen (IFPI)              | Platin                                                                 | 60.000     |
| Österreich (IFPI)            | Platin                                                                 | 30.000     |
| Polen (ZPAV)                 | 3× Platin                                                              | 150.000    |
| Portugal (AFP)               | 2× Platin                                                              | 20.000     |
| Spanien (Promusicae)         | Gold                                                                   | 30.000     |
| Vereinigte Staaten (RIAA)    | 8× Platin                                                              | 8.000.000  |
| Vereinigtes Königreich (BPI) | 2× Platin                                                              | 1.200.000  |
| Insgesamt                    | 4× Gold · 43× Platin · 2× Diamant ·                                    | 11.895.000 |

Hauptartikel: Cardi B/Auszeichnungen für Musikverkäufe

## Coverversionen
Der Titel wurde bereits in den ersten Wochen nach seinem Erscheinen mehrfach musikalisch referenziert oder gecovert. Nur drei Tage nach der Veröffentlichung von WAP brachte der jamaikanisch-amerikanische Rapper Safaree einen „Refix“ namens B.A.D. (Big-Ass Dick) heraus und stieß damit im Internet auf breite Ablehnung. Am selben Tag veröffentlichte der wegen Mordes zu einer lebenslangen Haftstrafe verurteilte Dancehall-Musiker Vybz Kartel einen Freestyle-Remix. Weitere Remixes mit den Titeln WAP (P-Mix) und Wet Ass P-Word steuerten die Rapper Plies und R.A. the Rugged Man bei.
Richard Cheese spielte mit seiner Band Lounge Against the Machine eine unzensierte Lounge-Version ein, die am 19. August erstmals veröffentlicht und 2021 auf seinem Studioalbum Big Cheese Energy inkludiert wurde. Die Country-Sängerin Margo Price coverte den Titel im Rahmen einer Episode von The Daily Show with Trevor Noah, die sich mit Themen wie Sexismus und Doppelmoral befasst. Während die Dragqueens Lady Bunny und Flotilla DeBarge WAP unter dem Titel DAP (Dry Ass Pussy) parodierten, teilte Andrew Lloyd Webber ein TikTok-Video, das ihn tanzend und am Klavier mit dem Intro zu seinem Musical Das Phantom der Oper zeigt.
Eine weitere Coverversion, die durch die US-amerikanische Deathcore-Band Brojob realisiert wurde, erschien Anfang des Jahres 2021.